# Дубовик Анатолій Олександрович
Анато́лій Олекса́ндрович Дубови́к (нар. 23 червня 1987, Велика Корениха — пом. 25 червня 2015, Маріуполь) — солдат Збройних сил України. Загинув під час російсько-української війни.

## З життєпису
Народився в мікрорайоні Миколаєва Велика Корениха. Працював електромонтером електроцеху ПАТ «Миколаївська ТЕЦ».
Мобілізований 10 квітня 2015-го, розвідник 37-го окремого мотопіхотного батальйону.
25 червня 2015 року близько полудня під Комінтерновим розвідувальна група потрапила в засідку та вступила у ближній бій з противником. Анатолій лишився прикривати відхід побратимів, відстрілювався до останнього. Дистанція між розвідгрупою та терористами була близько 10 метрів, бій тривав приблизно 15 хвилин. Зазнав поранення осколком у голову від обстрілу з РПГ. Евакуйований до Маріуполя, врятувати життя не вдалося, помер через 2 години. У бою поранень зазнав ще один вояк. Анатолій прикрив відхід групи з 9 вояків.
Без Анатолія лишилися мама і брат.
Похований 30 червня 2015-го в місті Миколаїв, кладовище Великої Коренихи.

## Нагороди
- 8 квітня 2016 року, — за мужність, самовідданість і високий професіоналізм, виявлені у захисті державного суверенітету та територіальної цілісності України, вірність військовій присязі, — нагороджений орденом «За мужність» III ступеня (посмертно)[1]